# Frank Beck
Frank Beck (Tauberbischofsheim, 26 giugno 1961) è un ex schermidore tedesco, vincitore di una medaglia d'argento nella scherma ai giochi olimpici.